# Internationaler Flughafen Sisingamangaraja XII

i7
i11
i13
Der internationale Flughafen Sisingamangaraja XII (englisch Sisingamangaraja XII International Airport, IATA-Code: DTB, ICAO-Code: WIMN), ehemals Silangit International Airport, ist ein Flughafen in Siborong-Borong, Nord-Tapanuli, Nord-Sumatra im Staat Indonesien. Dieser Flughafen hat eine Start- und Landebahn mit den Abmessungen 2650 m × 45 m. Die Entfernung zum Stadtzentrum beträgt ca. 7 km. Der Flughafen Silangit wurde während der japanischen Besatzung gebaut.
Der Flughafen dient als Haupttor zum nahe gelegenen Tobasee sowie in die Umgebung. Der Flughafen zielt darauf ab, die Flugverbindung zu verbessern, um das Wirtschafts- und Tourismuswachstum am Tobasee zu unterstützen, das in den 10 neuen aufstrebenden Zielen Indonesiens enthalten war.
Der Flughafen liegt etwa 76 km von der Stadt Parapat entfernt. Der Flughafen wird 2020 vom Airports Council International als bester Flughafen im asiatisch-pazifischen Raum (unter 2 Millionen Passagiere pro Jahr) ausgezeichnet.

## Belege
1. ↑  Angkasa Pura II. Abgerufen am 4. März 2021.
2. ↑  Silangit Airport Opens for International Flights, Offers Gateway to Lake Toba. Abgerufen am 8. März 2021.